# .cv
.cvは国別コードトップレベルドメイン（ccTLD）の一つで、カーボベルデに割り当てられている。